# 石园街道
石园街道是中国北京市顺义区下辖的一个街道办事处。位于顺义城区南部。东至燕京啤酒集团东侧与仁和镇接壤；南至京承铁路与仁和镇接壤；北至顺平快速路与光明、胜利两个街道接壤。

## 行政区划
石园街道共辖19个社区，分别为：
五里仓第一社区、五里仓第二社区、石园西区社区、石园东区社区、石园北区第一社区、石园北区第二社区、石园南区社区、燕京社区、石园东苑社区、港馨家园第一社区、港馨家园第二社区、石园北区第三社区、仁和花园第一社区、仁和花园第二社区、合院第一社区、港馨家园第三社区、合院第二社区、仁和花园第三社区和晟品景园社区